# Corsalettes
Corsalettes (Korssalètè  en patois fribourgeois) est une localité et une ancienne commune suisse du canton de Fribourg, située dans le district de la Sarine.

## Histoire
Corsalettes est située sur la rive droite du Chandon, en dehors des grands axes de circulation. Propriété des seigneurs d'Estavayer, la localité est pillée par les Bernois lors de la guerre de Gümmenen (1331-1333). Dédommagés pour les dégâts subis, ces seigneurs vendent en 1343 toute leur propriété au comte de Neuchâtel, celle-ci leur est rendue à titre de fief.
Les statuts communaux sont édités en 1757, à la suite du conflit engagé avec le couvent d'Hauterive, propriétaire de terres à Corsalettes depuis le XIVe siècle.
L’ancienne commune fit partie des Anciennes Terres (bannière de l'Hôpital) jusqu'en 1798, puis fut incorporée au district d'Avenches de 1798 à 1803, à celui de Fribourg de 1803-1848, et à celui du Lac jusqu’en 2000, date à laquelle elle sera transférée au district de la Sarine à la suite de sa fusion avec sa voisine de Grolley.

## Toponymie
1275 : Corsaletes

## Démographie
Corsalettes comptait 65 habitants en 1811, 86 en 1850, 83 en 1900, 68 en 1930, 90 en 1950, 51 en 1970, 85 en 1990.